# Alfametildopa
La alfametildopa, también conocida como metildopa, es un antihipertensivo derivado del aminoácido fenilalanina y agonista de los receptores alfa2 adrenérgicos. La alfametildopa es el antihipertensivo de primera elección para tratar la preeclampsia y la eclampsia.
La alfametildopa posee acción central. Es un profármaco que ejerce su efecto antihipertensor por medio de un metabolito activo. Aunque solía utilizarse como un antihipertensivo, los efectos adversos importantes de la alfametildopa limitan su uso actual en Estados Unidos al tratamiento de la hipertensión en el embarazo, en donde cuenta con un expediente de seguridad.

## Mecanismo de acción
Se metaboliza en α-metilnoradrenalina en el encéfalo, y se cree que activa a los receptores adrenérgicos α2 centrales y disminuye la presión arterial de forma similar a como lo hace la clonidina.

## Metabolismo
Se metaboliza por la descarboxilasa de aminoácido L-aromático en neuronas adrenérgicas hacia α-metildopamina, que después se convierte en una α-metilnoradrenalina. Esta última se almacena en las vesículas secretoras de neuronas adrenérgicas, y sustituye a la noradrenalina en sí. De este modo, cuando la neurona adrenérgica activa su neurotransmisor, se libera α-metilnoradrenalina en lugar de noradrenalina.

## Efectos farmacológicos
La alfametildopa reduce la resistencia vascular sin causar gran cambio del gasto o de la frecuencia cardíacos en pacientes más jóvenes con hipertensión esencial no complicada. Con todo, en sujetos de mayor edad el gasto cardíaco puede hallarse disminuido como resultado de una disminución de la frecuencia cardíaca y del volumen sistólico; esto depende de relajación de venas y reducción de la precarga. La disminución de la presión arterial es máxima 6 a 8 horas después de una dosis por vía oral o intravenosa. Aun cuando el decremento de la presión arterial en posición supina es menor que el que se observa en posición erecta, la hipotensión ortostática sintomática es menos frecuente con la alfametildopa que con fármacos que actúan de manera exclusiva sobre las neuronas adrenérgicas periféricas o los ganglios del sistema nervioso autónomo; esto se debe a que la alfametildopa atenúa, pero no bloquea por completo, la vasoconstricción mediada por barorreceptores. Por ello, se tolera bien durante anestesia quirúrgica. Cualquier hipotensión grave es reversible con expansión de volumen. Durante el tratamiento con alfametildopa, el flujo sanguíneo renal se conserva y la función renal no cambia.

## Efectos adversos
Los efectos adversos de la alfametildopa son sobre todo consecuencias de su acción farmacológica. La incidencia de efectos adversos en general puede ser tan alta como 60%, pero la mayoría son transitorias o reversibles. La somnolencia es común, especialmente al principio y después de un aumento de la dosis. Mareos y aturdimiento pueden estar asociados con hipotensión ortostática; náuseas, dolor de cabeza, debilidad y fatiga y disminución de la libido e impotencia también se ha informado con frecuencia. Los efectos mentales y neurológicos de la alfametildopa han incluido problemas de concentración y memoria, psicosis leve, depresión, trastornos del sueño y pesadillas, parestesias, parálisis de Bell, movimientos involuntarios coreoatetósicos y parkinsonismo. Puede producir anemia por formación de autoanticuerpos.

## Uso en embarazo y lactancia
La alfametildopa atraviesa la barrera placentaria, aparece en la sangre del cordón umbilical, y aparece en la leche materna. Se ha reportado una reducción de la presión arterial los bebés nacidos de madres que recibieron el fármaco. La alfametildopa es comúnmente utilizada para el tratamiento de la hipertensión crónica en mujeres embarazadas. No hay estudios epidemiológicos publicados sobre el uso de la alfametildopa durante el embarazo. No obstante, los datos disponibles sugieren que la alfametildopa no representa un riesgo significativo de defectos de nacimiento, y el crecimiento y desarrollo postnatal parecen no verse afectados por la exposición prenatal. En resumen, parece que la alfametildopa no es un teratógeno humano y es probablemente uno de los más seguros antihipertensivos para el uso durante el embarazo.
La alfametildopa se distribuye en la leche materna en pequeñas cantidades. En un estudio de 3 mujeres en periodo de lactancia, concentraciones de alfametildopa libre en la leche materna se situaban entre 19 y 30% de las concentraciones en el plasma después de una dosis de 500 mg. Los niveles detectables fueron encontrados en el plasma de sólo 1 lactante y no se observaron efectos adversos en ninguno. Se estima que la cantidad de alfametildopa que un lactante recibiría sería de alrededor de 0.02% de la dosis materna. En otro estudio, durante un período de 3 meses, no se encontraron efectos adversos en un lactante cuya madre estaba tomando alfametildopa, aunque la droga fue detectable en la orina del niño. La Academia Americana de Pediatría considera que alfametildopa por tanto, suele ser compatible con la lactancia materna.

## Toxicidad
Los síntomas de sobredosis son incluyen distensión abdominal, estreñimiento, diarrea, vértigo, somnolencia extrema, gas, mareo, náusea, presión arterial muy baja, ritmo cardíaco lento, vómitos y debilidad. Varios fármacos (docusato, cimetidina, alfametildopa) se utilizaron en un 6 por ciento de las mujeres embarazadas en sus gestos suicidas. Los detalles del curso clínico del embarazo después de la sobredosis de cualquiera de estos agentes no han sido publicados. No se conocen antídotos disponibles específicos para cualquiera de estos fármacos. Se sabe que una cantidad significativa de estos fármacos atraviesan la placenta para llegar a casi los niveles terapéuticos en el feto. Los efectos de una megadosis sobre la madre o el feto son desconocidos.